# Goethes Erben (Album)
Goethes Erben ist das vierte Studio-Album der Bayreuther Band Goethes Erben.

## Hintergrund
Aufgrund der Tatsache, dass das Album namenlos ist, hat sich die Bezeichnung Blaues Album eingebürgert, wie Henke es auch im Booklet des Nachfolgers Schach ist nicht das Leben nennt. Auf der offiziellen Website der Band ist allerdings in der Diskografie die Bezeichnung Goethes Erben als Name zu lesen.
Henke selbst bezeichnet das Album als das in seinen Augen beste, das bisher produziert wurde, während seine Bandkollegin Mindy mehr das Nachfolge-Album favorisiert. Das blaue Album war jedoch von den Verkaufszahlen her ein Fiasko, wenn es auch viele der kritischen Stimmen verstummen ließ. Henke sagte auch, dass offenbar nur wenige dieses Werk zu schätzen wissen und wer es versteht, dem zolle er seinen vollen Respekt. Das Album sieht er nicht als eine gewöhnliche Sammlung von Liedern, sondern es ähnelt einem Hörbuch, auf dem jedes Stück Teil eines Ganzen ist.
Im Booklet des Albums Schach ist nicht das Leben schrieb Henke eine kurze Danksage an die Fans des Blauen Albums:
„(…) Im Speziellen grüßen wir all jene, die das Blaue Album von Goethes Erben lieben, nur wer die Kälte ertragen kann, wird uns verstehen.“
Der Stil ist hier zwar nicht mehr genau festzulegen, allerdings sind durchaus Teile der Neuen Deutschen Todeskunst vorhanden, wie z. B. das Lied Blau.

## Titelliste
- Pascal – Vorspiel – 1:30
- Pascal I – 2:28
- Zwischenspiel – 1:37
- Pascal II – 1:47
- Blau – 16:17
- Rebell – 11:48
- Nachspiel – 1:42
- Absage – 1:42
- ? – 4:19

## Thematik
Die Pascal-Lieder handeln von der Hilflosigkeit von Eltern, wenn ihr eigenes Kind stirbt. Hierbei verwies Henke auf seinen früheren Beruf als Krankenpfleger:
[…]und ich hoffe auch, daß ich so eine Situation nie erleben muß, aber ich besitze die Phantasie um mich auch abstrakt mit bestimmten Themen auseinandersetzen zu können. Allerdings hatte ich in meinem früheren Beruf sehr viel mit Leid und Tod zu tun, so daß ich die Gefühle einer Mutter die ihr Kind verloren hat erahnen kann.

## Information
Das Album wurde nur in einer Auflage von 8000 Stück produziert und unterscheidet sich von allen früher oder später herausgegebenen Werken der Band.
Optisch erschien die Erstauflage nur in einem blau-transparenten Jewel Case mit Microfiche-Inlay ohne sonstige Verzierungen. Die Trackliste wurde auf dem achten Beitrag vorgelesen, zusammen mit den Produktionsinformationen.
Ebenfalls untypisch ist, dass mit Blau und Rebell nur zwei Lieder im üblichen Stil vorhanden sind und diese beiden zusammen schon die Hälfte der Spielzeit ausmachen. Hinzu kommt noch, dass bei den Pascal-Liedern Henke die meiste Zeit den Gesang an einen Gastmusiker abgibt.
Eine spätere Auflage hingegen wurde aus Vermarktungszwecken dann mit Booklet und Backcover herausgegeben.

## Sonstiges
Beim ersten Teil der Pascal-Teile handelt es sich um eine Neuvertonung des Liedes Pascal lacht, dessen Originalversion auch auf der Glasgarten-Maxi CD später wiederveröffentlicht wurde.